# Hans Jensen (fagforeningsleder)
 Der er flere personer med dette navn, se Hans Jensen.
Hans Ole Jensen (født 24. september 1945 i Odense) er en dansk blikkenslager, der var formand for LO fra 1996 til 2007.
Hans Jensen blev udlært som blikkenslager og rørlægger i 1965 og begyndte allerede sin faglige karriere som opmåler i Blik- og Rørarbejderforbundet i Danmark i 1969. I 1973 blev forbundssekretær, i 1977 næstformand og 1981 forbundsformand. 
I 1987 blev han valgt som LO's næstformand under formand Finn Thorgrimson. Da Thorgrimsson forlod sin post i 1996 valgtes Hans Jensen som formand uden modkandidater. Han gik af som formand på LO's kongres i 2007, og blev her afløst af Harald Børsting.